# Včela medonosná horská
Včela medonosná horská (Apis mellifera monticola) je poddruh včely medonosné známá pod společným názvem „východoafrická horská včela medonosná“. Jedná se o včelu s vysočin a horských oblastí východní Afriky (východně od Viktoriina jezera), v Keni a Tanzanii. V roce 2017 byl sekvencován její kompletní mitochondriální genom, což potvrdilo, že patří k linii včel medonosných.
Jejích zbarvení je jednotně černé, křídla mají tmavší odstín než jiné včely a včelí matky mají poněkud delší nohy.

## taxonomie
V roce 2017 analýza mtDNA identifikovala diferenciaci mezi nížinnými (včela medonosná středoafrická) a včelami z vysočin (včela medonosná horská), kde se předpokládá, že včela horská má výhodou v chladnějším a vlhčím prostředí hor a vysočin. V některých včelstvech byla pozorována určitá hybridizace, ale ta se zdá být nízká. Výzkum dospěl k závěru, že divergence DNA těchto dvou poddruhů je srovnatelná s divergenci mezi jinými poddruhy včel medonosných.
V roce 1987 bratr Adam, šlechtitel včelího plemene Buckfast, navštívil Tanzanii, aby získal včelí matky včely horské a začlenil je do svého šlechtitelského programu v Buckfast Abbey, zčásti kvůli její odolnosti vůči chladnějšímu a vlhčímu prostředí, spolu s její mírnosti.
Později v roce 1989 švédská expedice navštívila oblast Mount Elgon v Keni a studovala včelu horskou s cílem určit její odolnost vůči roztočům Varroa destructor a zjistit, zdali by ji šlo začlenit ke šlechtění včely vlašské a Buckfast.